# Stari grad Vilnius
Stari grad Vilnius (litavski: Vilniaus senamiestis) je najstariji dio litavskog glavnog grada i jedan od najvećih još uvijek preostalih srednjovjekovnih starih gradskih središta u Sjevernoj Europi. Područje ima 3,59 km² i obuhvaća površinu od 74 blokova sa 70 ulica.
Razvio se tijekom mnogih stoljeća te oblikovao povijest grada. To je mjesto gdje se isprepliću arhitektonski stilovi kao što su: gotika, renesansa, barok i neoklasicizam, stoje jedni uz druge i nadopunjuju se.
Glavna ulica Starog grada je "Pilies", koja je glavna arterija i sjedište brojnih trgovina i kafića. Glavna ulica u Vilniusu, Avenija Gediminas, djelomično prolazi Starim gradom. Središnji trgovi Starog grada: su Katedralni trg i Trg gradske vijećnice. Jedan od najvažnijih arhitektonskih kompleksa je Sveučilište, koja zauzima veliki dio Starog Grada. Maketa zgrade Sveučilišta, odabrana je kao predstavnik Litve u parku minijaturnih građevina: Mini-Europa u Bruxellesu.
Stari grad Vilnius postao je dio UNESCO-ove Svjetske baštine 1994. godine.